# Les Amours d'une courtisane
Pour plus de détails, voir Fiche technique et Distribution.
Les Amours d'une courtisane (titre original : Du Barry, Woman of Passion) est un film américain réalisé par Sam Taylor, sorti en 1930.

## Fiche technique
- Titre original : Du Barry, Woman of Passion
- Réalisation : Sam Taylor
- Production : Joseph M. Schenck
- Société de production : Joseph M. Schenck Productions et Art Cinema Corporation
- Distribution : United Artists
- Scénario : Sam Taylor d'après la pièce de David Belasco
- Photographie : Oliver T. Marsh
- Montage : Allen McNeil
- Direction artistique : Park French et William Cameron Menzies
- Pays d'origine : États-Unis
- Langue : anglais
- Format : Noir et blanc — 35 mm — 1,20:1 — Son : Mono (MovieTone)
- Genre : Film historique
- Durée : 90 minutes
- Date de sortie :
  - États-Unis : 11 octobre 1930

## Distribution
- Norma Talmadge : Madame du Barry
- William Farnum : Louis XV
- Conrad Nagel : Cosse de Brissac
- Hobart Bosworth : Duc de Brissac
- Ullrich Haupt Sr. : Jean du Barry
- Alison Skipworth : La Gourdan
- E. Allyn Warren : Denys
- Edgar Norton : Renal
- Edwin Maxwell : Maupeou
- Henry Kolker : d'Aiguillon

Acteurs non crédités
- Oscar Apfel
- Eugenie Besserer
- Earle Browne
- Knute Erickson
- Cissy Fitzgerald
- Clark Gable
- Lucille La Verne
- Tom Ricketts
- Tom Santschi
- Michael Visaroff